# Ángela Luzdivina García Fernández
Ángela Luzdivina García Fernández (Sotrondio, San Martín del Rey Aurelio, 1911-Gijón, 20 de agosto de 2010), apodada «La Capricha», fue una activista política española de izquierda.

## Biografía
Nacida en la aldea asturiana de Alcargu comienza a trabajar de niña como asistenta para ayudar a la maltrecha economía familiar.
En su juventud trabajó de minera, en un matadero familiar y de asistenta.
La primera vez que va a la escuela lo hace por las noches dentro de las Juventudes Socialistas. Entra rápidamente en la política convirtiéndose en una gran activista, al igual que sus padres los cuales, padre y madre fueron presos por motivos políticos.
Participó en la Revolución de Asturias de 1934 forjándose fama de un carácter duro e inquebrantable, cuenta que a menudo comentaba: «A mí sólo me vence una bala».
Tras la revolución del 34 ingresa en prisión, de la que sale poco después. En la Guerra Civil luchó en el frente republicano durante dos años y al acabar ésta pasa al monte como maquis haciendo labores de enlace y suministros.
En 2003 recibió la Medalla de Asturias en categoría de plata por: 

«...en cuanto ejemplos claros de quienes sufrieron la cárcel y la represalia por sus ideas políticas, simbolizando la lucha denodada por una sociedad libre».